# Oncidium longicornu
Oncidium longicornu  es una especie de orquídea epifita. Es nativa de Brasil y nordeste de Argentina.

## Descripción
Es una orquídea de pequeño tamaño, con hábitos de epífita. Tiene pseudobulbo agrupado, oblongo-cónico, ligeramente comprimido, que lleva 1 o 2 hojas apicaless, erectas, rígidas , oblongas a oblongo-liguladas,  que son de color verde oscuro por el haz y más pálido por el envés. Florece en primavera, verano y otoño en una inflorescencia basal paniculada de 25 a 45 cm de largo, inflorescencia  con 6 a 10 ramas delgadas que llevan de 7 a 20 flores cada una.

## Distribución y hábitat
Se encuentra en Brasil en el sureste del bosque atlántico a más de 1000 metros de altitud, en lugares sombreados y húmedos. 
Etimología
Ver: Oncidium, Etimología
Su nombre significa "la Oncidium de cuernos largos". 

## Sinonimia
- Oncidium unicornutum Knowles & Westc. (1838)
- Oncidium unicorne Lindl. (1839)
- Oncidium monoceras Hook. (1841)
- Oncidium rhinoceros Rchb.f. (1856)
- Oncidium gautieri Regel (1868)
- Oncidium macronyx Rchb.f. (1881)
- Rhinocerotidium longicornu (Mutel) Szlach., Polish Bot. J. 51: 40 (2006).
- Rhinocidium longicornu (Mutel) Baptista, Colet. Orquídeas Brasil. 3: 93 (2006).
- Rhinocerotidium macronyx (Rchb.f.) Szlach., Polish Bot. J. 51: 40 (2006).
- Rhinocerotidium rhinoceros (Rchb.f.) Szlach., Polish Bot. J. 51: 40 (2006).
- Rhinocidium macronyx (Rchb.f.) Baptista, Colet. Orquídeas Brasil. 3: 93 (2006).[1]